# Composició I
Composició I era el primer dels deu quadres que configuraven la sèrie de Composicions del pintor rus Vassili Kandinski. Malauradament, els tres primers quadres van ser destruïts durant la Segona Guerra Mundial. Actualment només se'n conserva una fotografia en blanc i negre presa l'any 1912.

## Història
La història de la Composició I de Kandinski, una tela gran, ambiciosa i plena de color que va ser la primera d'una important sèrie de pintures, va molt lligada amb les més grans tragèdies de la Segona Guerra Mundial. Va ser destruïda el 14 d'octubre de 1944 per una incursió aèria britànica a la ciutat industrial de Brunsvic.
Kandinski va pintar les set primeres composicions entre 1910 i 1914, i tres més després de la Primera Guerra Mundial. Segons una nota en els arxius de l'artista, la Composició I va ser acabada el gener de 1910. El seu posterior historial d'exposicions suggereixen que l'artista considerava l'obra com a important. Va ser enviada immediatament a una exposició a Londres, i després fins a Odessa, on va ser exposada a la 2a Exposició Internacional d'Art del Salon Izdebsky el desembre de 1910. L'obra va aparèixer, amb una il·lustració en el catàleg, a l'Exposició Col·lectiva de Kandinski a la Der Sturm Gallery de Berlín, un important centre d'art modern a Alemanya. L'artista dadaïsta Hans Arp va ser propietari de l'obra abans de vendre-la a un col·leccionista i promotor d'art modernista a Brunsvic, Otto Ralfs.
Amb l'ascens de Hitler al poder, els moviments d'art modern que Ralfs recolzava van ser considerats 'degenerats'. Els contactes de Ralfs amb el museu van ser rellevats de les seves posicions, i els amics de l'artista van ser exiliats. Com que no era jueu, la col·lecció de Ralfs no van ser l'objectiu dels nazis, i al començament de la guerra el setembre de 1939, la seva col·lecció encara contenia entre dos-centes i tres-centes obres, inclosa Composició I.
Com a gran centre industrial, Brunsvic va ser un dels objectius de les forces aèries a principis de la Segona Guerra Mundial. Però l'atac dut a terme pel RAF britànic (com a part de l'Operació Huracà) la nit del 14 d'octubre de 1944, no va tenir precendents quant a la seva devastació. Una massiva tempesta de foc va sobrevenir i el foc va cremar a la ciutat durant dos dies i mig, destruint el 90% del centre medieval de la ciutat, juntament amb la casa i la col·lecció de Ralfs.
Kandinski va morir no gaire més tard de la incursió aèria, el desembre de 1944. Havent d'abandonar el seu càrrec a la Bauhaus, va passar els seus últims anys a París. Va saber que porcions significatives de la seva obra havien sigut destruïdes a Alemanya. Ralfs, tanmateix, va sobreviure a la guerra i va obrir una galeria dedicada a l'art modern, que va dirigir fins a la seva mort, el 1955.
L'únic que queda de l'obra és una fotografia en blanc i negre presa l'any 1912.